# 8192 Tonucci
A 8192 Tonucci (ideiglenes jelöléssel 1993 RB) a Naprendszer kisbolygóövében található aszteroida. A Stroncone program keretében fedezték fel 1993. szeptember 10-én.